# Молданов, Егор Тимурович
Его́р Тиму́рович Молда́нов (род. 16 ноября 1987, с. Ванзеват, Берёзовский район, Ханты-Мансийский автономный округ) — финалист литературной премии «Дебют» 2008 года, с чьим именем связан премиальный подлог.
Егор Молданов в 2008 году вошёл в шорт-лист премии «Дебют» в номинации «Крупная проза» с повестью «Трудный возраст», впоследствии опубликованной в журнале «Урал». Текст содержит гомоэротические мотивы и повествует о жизни в детском доме от лица одного из воспитанников. Языковые огрехи (такие как «пятилетний отрок») выдавали литературную неискушённость автора, впрочем, вполне простительную для его возраста. В рамках «Дебюта» Молданов получил специальный приз «За мужество в литературе» (принималось во внимание тяжёлое детдомовское детство). В Москву на премиальные церемонии Молданов приехал из посёлка Хорогочи Амурской области в сопровождении Анатолия Костишина, представившегося его приёмным отцом. На тот момент Костишин был директором хорогочинской школы.
По прибытии домой немногословный и чуждающийся общения в Москве Молданов (как выяснилось позже, Костишин от имени Молданова) завёл обширную электронную переписку с разного рода литераторами. В электронных письмах с многочисленными противоречиями сообщал о себе, что он хант по национальности, круглый сирота, его отец, рыбак (или учитель), утонул в Оби (или был убит на дискотеке), когда Молданову было шесть лет (или совсем недавно), через пять лет ушла из жизни и его мать и т. п. Вместе со старшим братом он оказался в интернате, директор которого Анатолий Костишин якобы стал для них приёмным отцом. После получения премии Костишин от имени Молданова публикует в «Литературной России» критические заметки и берёт интервью у литераторов.
В 2009 году Костишин от имени Молданова сообщил в письмах, что попал в автокатастрофу, в которой погиб его старший брат. Продолжая переписку от лица Молданова, Костишин вскоре распространил информацию о том, что тот болен фибросаркомой и борется за жизнь в клинике Львова, а потом в онкоцентре Монреаля. Ему ампутируют сначала палец ноги, потом стопу, а после — всю ногу. В этой виртуальной ситуации Костишин от имени Молданова просит главного редактора «Литературной России» Вячеслава Огрызко выдвинуть его (Молданова) на премию «Большая книга» и премию имени Юрия Казакова — Огрызко выполняет просьбу «умирающего». Впрочем, несмотря на объявленную кончину, шорт-листы этих премий его обошли.
О смерти Молданова в декабре 2009 года и похоронах в Монреале сообщил в электронных письмах литераторам, с которыми переписывался Костишин от имени Молданова, никому доселе не известный Артур Акминлаус, представлявшийся двоюродным братом Молданова, якобы канадский юрист (в письмах разным литераторам сообщались разные подробности — поляк/прибалт, живёт во Львове/в Канаде). Акминлаус после «смерти» Молданова продолжил публиковать в «Литературной России» заметки в точно таком же стиле (также известны клоны Костишина для публикаций в этом издании — Сергей Богданов, Кир Шуров; последний уже после разоблачения просил от лица читателей простить Костишина и позволить ему публиковаться дальше, ссылаясь на несомненный талант Костишина, то есть самого себя). В феврале 2010 года в «Литературной газете» был опубликован некролог Игоря Панина.

## Разоблачение
В 2012 году главный редактор газеты «Литературная Россия» Вячеслав Огрызко опубликовал пространный материал к годовщине смерти Молданова, обнародовав часть личной переписки с «Молдановым». Литератор из Санкт-Петербурга Валерий Айрапетян обратил внимание, что в письмах Молданова Огрызко содержится много противоречий с известными сведениями о Молданове. Наряду с нестыковкой биографических сведений Айрапетяна насторожил и неправдоподобный ход течения онкологического заболевания, описываемый в электронных письмах Костишиным. Позже Айрапетян обнаружил, что повесть «Трудный возраст» первоначально была опубликована в журнале «Крещатик» (первая часть повести до награждения за неё призом Молданова — 2008, № 4, вторая часть после — 2009, № 1) под названием «Зона вечной мерзлоты» (первая часть называлась «Трудный возраст») и за авторством Анатолия Костишина; в журнале «Урал» под именем Егора Молданова тот же текст под общим названием «Трудный возраст» был опубликован в № 10, 11 за 2009 год. Сам Костишин не мог принимать участия в «Дебюте» из-за возрастного ценза (25 лет).
Кроме того, Айрапетян нашёл в социальной сети «Одноклассники» аккаунт не умиравшего Егора Молданова и вступил с ним в переписку со специально созданного для этого аккаунта виртуальной девушки.
В телефонном разговоре с корреспондентом «Российской газеты» Молданов признал, что повесть написал Костишин, а также сообщил, что о своей виртуальной смерти узнал недавно. Молданов далёк от литературы, на тот момент он уже не проживал в посёлке Хорогочи, а служил в городе Белоярском Тюменской области в транспортной полиции в звании старшины, растил сына. Костишин, узнав о разоблачении, спешно покинул Хорогочи. Позже он устроился на работу директором школы-интерната в Шурышкарском районе Ямало-Ненецкого автономного округа. В письме редактору «Литературной России» он также сознался в подлоге.
Комментируя разоблачение Молданова, координатор премии «Дебют» Ольга Славникова не увидела ошибок в действиях премиальных инстанций: «Повесть — правда сильная. Она не взялась из воздуха. Все дальнейшие мистификации, с умертвиями, отрезаниями ног и чудесными воскрешениями, не имеют к „Дебюту“ никакого отношения». Напротив, поэт и критик Дмитрий Кузьмин отметил, что проза Молданова — характерный пример примитивной «молодёжной прозы», подстраивающейся под ожидания и стереотипы старших, и в этом смысле неважно, кто именно её написал.